# Pelešany
Pelešany je část města Turnov v okrese Semily. Nachází se na jihu Turnova. Pelešany leží v katastrálním území Mašov u Turnova o výměře 6,7 km².

## Historie
První písemná zmínka o vesnici pochází z roku 1654.

## Pamětihodnosti
- Skalní vyhlídka Hlavatice
- Hrad Valdštejn
- Přírodní rezervace Hruboskalsko, pískovcové skalní město